# Allemagne (Epcot)
Pour les articles homonymes, voir Allemagne (homonymie).

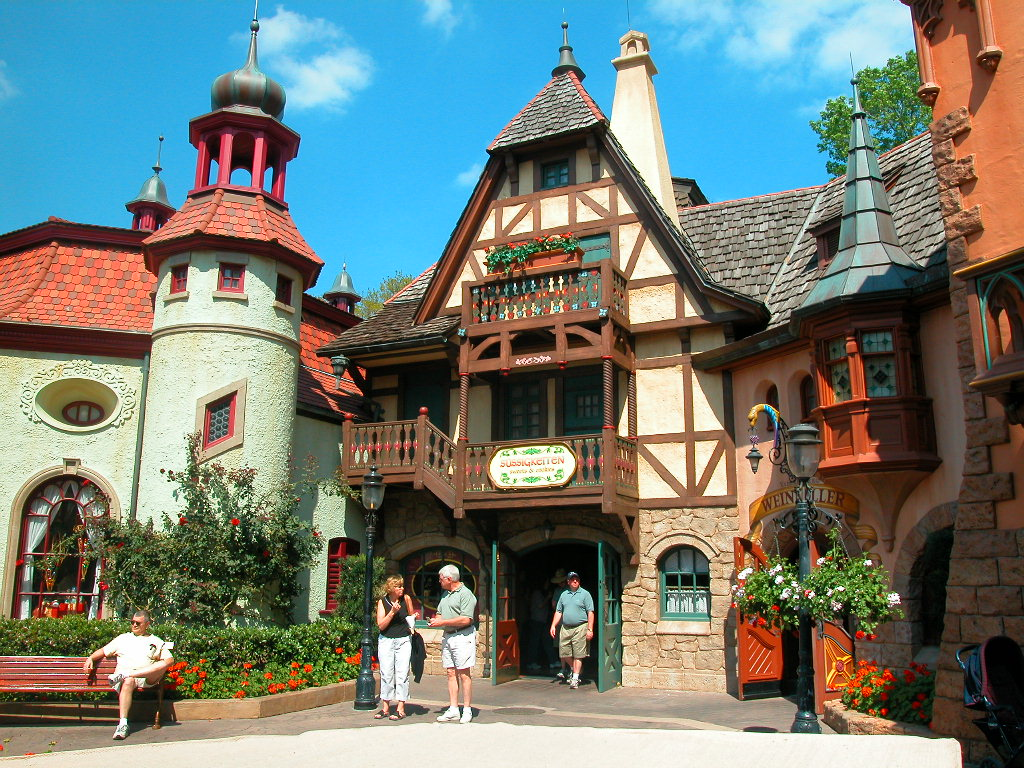
Entrée de la boutique Süssigkeiten

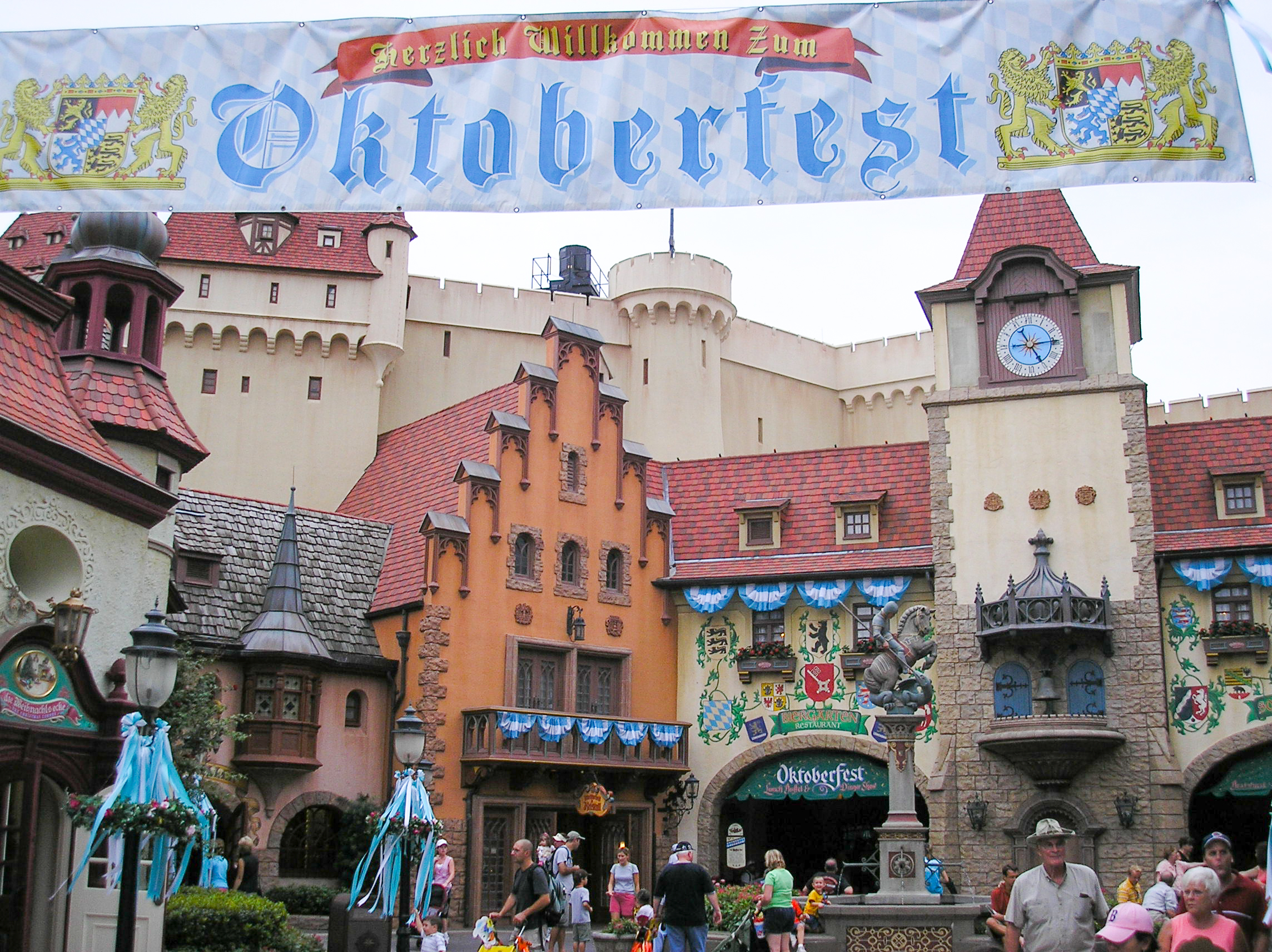
L'Oktoberfest.

Le pavillon de l'Allemagne fait partie du World Showcase dans le parc à thème Epcot de Walt Disney World Resort situé à Orlando dans l'État de Floride aux États-Unis.
Le pavillon allemand est conçu pour ressembler à un village bavarois et aussi rhénan de plusieurs époques, entre le XIIe siècle et le XVIIe siècle. Il s'organise autour d'une Platz (la place) ornée d'une statue de saint Georges terrassant le dragon (patron des soldats) et d'une horloge, imitant le carillon ( Glockenspiel) de la mairie de Munich. Le pavillon ne compte aucune attraction ni exposition. Il ne comprend que des restaurants et des boutiques agencés autour de la place.
L'architecture n'est pas celle de bâtiments particuliers mais inspirée des différents styles et modifiée pour s'adapter au parc. Le haut mur servant de limite arrière de la place s'inspire lui du château d'Eltz sur la Moselle et du château de Stahleck sur le Rhin, près de Bacharach.
La façade du Biergarten s'inspire d'une auberge de Rothenburg ob der Tauber tandis qu'une autre façade évoque la partie appelée Römer, sur la place Romsbourg, de l'hôtel de ville à Francfort, datant elle du XVIe siècle (voir l'original ici).
La façade de la boutique Gild Hall-Der Bücherwurm (le rat de bibliothèque) s'inspire du Kaufhaus, le marché médiéval du XVIe siècle de Fribourg. Au lieu des quatre statues d'empereurs habsbourgeois ayant régné entre 1273 à 1918, la façade à EPCOT n'en comporte que trois, à savoir Philipe Ier, Charles Quint et Ferdinand Ier, il manque Maximilien Ier.

## Pavillon
- Restaurants:
  - Biergarten est une énorme brasserie bavaroise sur le thème de la Fête de la bière. Elle occupe tout le fond du pavillon.
  - Sommerfest est un "salon de thé" pour les desserts et pâtisserie mais toujours avec de la bière.
- Boutiques :
  - Aile gauche depuis l'entrée du pavillon
    - Glas Und Porzellan - verrerie et vaissellerie.
    - Die Weihnachtsecke - boutique d'articles de Noël.
    - Süssigkeiten - gâteaux, biscuits et chocolats importés.
    - Weinkeller - cave à vins et accessoires
    - Kunstarbeit In Kristall - cristallerie et verrerie allemande

  - Aile droite depuis l'entrée du pavillon
    - Der Bücherwurm - livres et autres articles
    - Volkskunst- Chopes à bières, verres, œufs peints à la main et souvenirs.
    - Der Teddybar - poupées, ours en peluche et autres jouets.

Une autre attraction, la Rhine River, devait à l'origine être construite derrière les deux énormes portes en bois au fond du restaurant. Ce devait être une version allemande un peu plus mouvementée de Maelstrom.
À proximité du pavillon un espace accueille un important décor miniature avec des trains miniatures, pratique qui aurait ses origines en Allemagne.